# Mars (rapper)
Mario Delgado (18 de abril de 1980, Antioch, Califórnia), mais conhecido pelo seu nome artístico de Mars, é um rapper, empresário, produtor musical, fotógrafo e ator estadunidense. Ele usa uma máscara de estilo Hannibal Lecter. Também é especialista em música horrorcore. 

## Carreira musical
Seu nome artístico "Mars" foi um apelido que ele tinha sido chamado pelos colegas como uma versão curta de seu nome Mario.
Em 1998, ele lançou seu primeiro projeto oficial S.I.D.S. Em discos e CDs. As sua letras inclui estupro, suicídio, assassinato e aborto. A fita é agora considerado um item de colecionadores pelos fãs.
Delgado começou sua carreira no rap em 1997 com o amigo de infância J RZ que formou. Mad Insanity Records para lançar suas fitas.
No domingo, do dia 9 de maio de 1999. J RZ e Mars junto com vários membros do elenco Mad Insanity Records eles estavam envolvidos em uma brigaem Detroit com o rapper Eminem. O incidente foi publicado em vários sites de hip hop notáveis até chegar em revistas, bem como jornais.USA
| origin              = Pittsburg, California

## Discografia

### Álbuns de estúdio
- 1998 – S.I.D.S.

### EPs
- 2012 – The Zodiac Mixtape Limited Edition (LP)
- 2006 – Mars Attacks (EP)
- 2008 – School House Glock (EP)